# Huawei Y5 2019
Huawei Y5 2019 — смартфон початкового рівня, розроблений компанією Huawei, що відноситься до серії «Y». Був представлений 24 квітня 2019 року.
Також 25 квітня 2019 року був представлений Honor 8S, що відрізняється від Huawei Y5 2019 дизайном задньої панелі. В Китаї Honor 8S був представлений 9 липня того ж року під назвою Honor Play 8. 5 травня 2020 року був представлений Honor 8S 2020, що був доступний тільки в конфігурації на 3/64 ГБ. Також 17 вересня 2019 року в Китаї був представлений Honor Play 3e, що є майже ідентичним до Honor 8S окрім процесора.
В Україні Huawei Y5 2019 поступив у продаж 16 травня 2019 року, а Honor 8S — 23 травня 2019 року.

## Дизайн
Екран виконаний зі скла, а корпус — з пластику. В деяких варіантах кольорів Huawei Y5 2019 задня панель має текстуру подібну до шкіри.
Знизу знаходяться роз'єм microUSB, динамік та мікрофон, а зверху — 3,5 мм аудіороз'єм та другий мікрофон. Зліва в Huawei Y5 2019 залежно від моделі розташований слот під 1 SIM-картку і карту пам'яті або 2 SIM-картки і карту пам'яті, коли в Honor Play 3e — тільки слот під 2 SIM-картки і карту пам'яті, а в Honor 8S/8S 2020 — гібридний слот під 2 SIM-картки або 1 SIM-картку і карту пам'яті. Справа розміщені гойдалка регулювання гучності та кнопка блокування.
Huawei Y5 2019 продавався в 4 кольорах: чорному (Midnight Black), чорному зі шкіряною текстурою (Modern Black), блакитному (Phantom Blue) та коричневому зі шкіряною текстурою (Amber Brown). В Україні смартфон був доступний тільки в варінтах зі шкіряною текстурою.
Honor 8S продавався в 3 кольорах: чорному, синьому та золотому. В Україні Honor 8S продавався тільки в чорному та синьому кольорах.
Honor 8S 2020 продавався в 3 кольорах: чорному (Midnight Black), блакитному та синьому (Navy Blue).
Honor Play 3e продавався в 3 кольорах: чорному (Magic Night Black), блакитному (Aurora Blue) та золотому (Platinum Gold).

## Технічні характеристики

### Платформа
Honor Play 3e отримав SoC MediaTek Helio P22, а всі інші моделі — Helio A22. Обидві системи поставляються з GPU PowerVR GE8320.

### Батарея
Батарея отримала об'єм 3020 мА·год.

### Камери
Смартфони отримали основну камеру на 13 Мп з діафрагмою f/1.8, фазовим автофокусом і можливістю запису відео в роздільній здатності 1080p@30fps та передню камеру на 5 Мп з діафрагмою f/2.2 і можливістю запису відео в роздільній здатності 720p@30fps.

### Екран
Екран IPS LCD, 5,71", HD+ (1520 × 720) зі щільністю пікселів 295 ppi, співвідношенням сторін 19:9 та краплеподібним вирізом під фронтальну камеру.

### Пам'ять
Huawei Y5 2019 продавався в конфігурації 2/16 та 2/32 ГБ, Honor 8S та Play 3e — 2/32 та 3/64 ГБ, Honor Play 8 — 2/32 ГБ, а Honor 8S 2020 — 3/64 ГБ. В Україні Huawei Y5 2019 був доступний тільки в конфігурації на 2/16 ГБ, а Honor 8S — на 2/32 ГБ.
Вбудовану пам'ять можна розширити картою пам'яті формату microSD до 512 ГБ.

### Програмне забезпечення
Huawei Y5 2019, Honor 8S/8S 2020 та Honor Play 8 були випущені на EMUI 9.0 і були оновлені до EMUI 9.1, коли Honor Play 3e одразу був випущений на EMUI 9.1. Обидві версії оболонки працюють на базі Android 9 Pie.